# Yonge-Dundas Square
Pour les articles homonymes, voir Yonge.

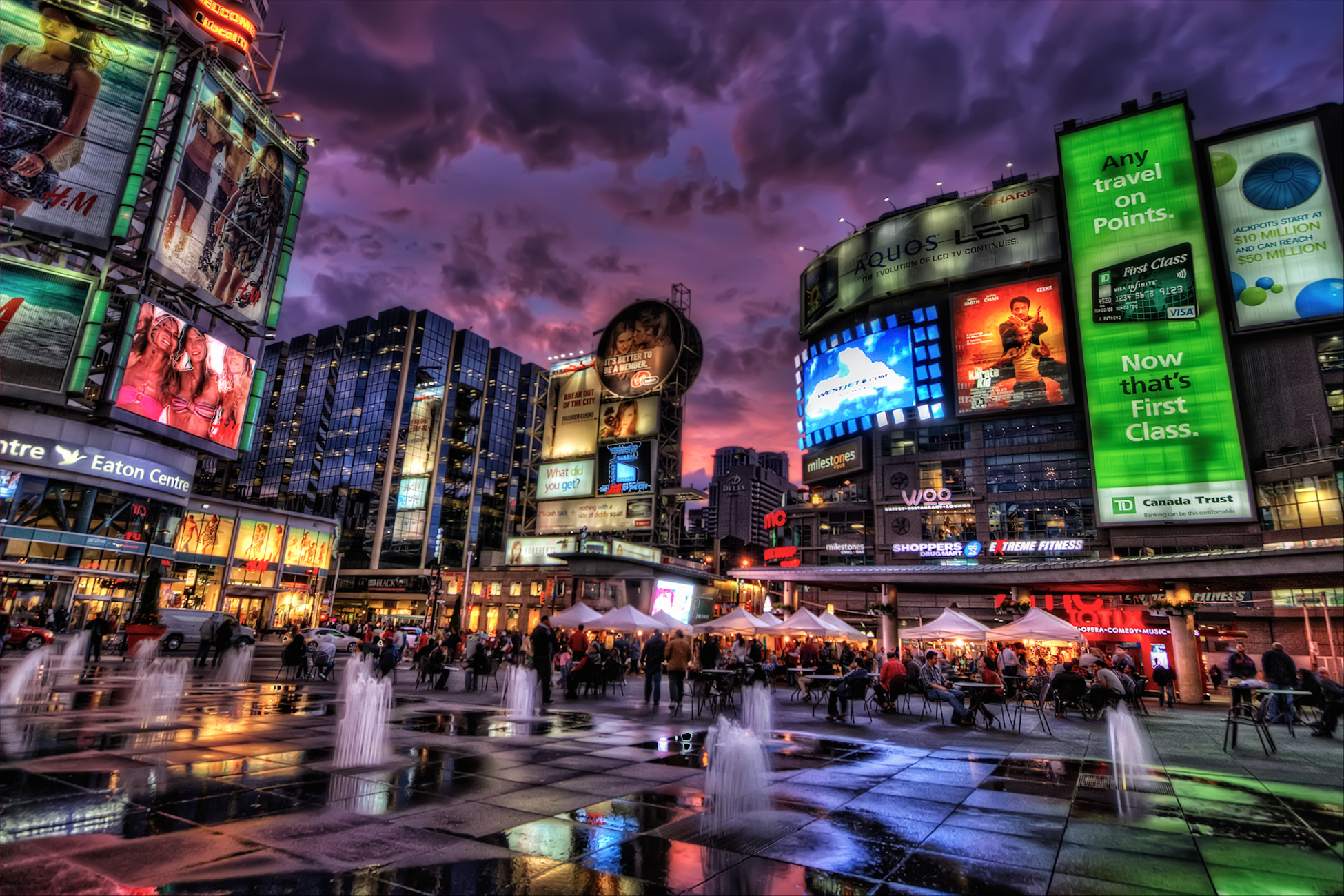
Le Dundas Square à Toronto

Le square Yonge-Dundas (anglais : Yonge-Dundas Square ou Dundas Square), officiellement le square Sankofa depuis 2024, est une place publique de la ville de Toronto, au Canada. Géré par un partenariat public-privé, il n'étend que sur un peu moins d'un acre.

## Situation et accès
Cette place est située au sud-est du croisement des rues Yonge et Dundas, deux des rues les plus fréquentées de Toronto. La station de métro Dundas est accessible par escaliers.

## Historique
Construite à l'emplacement d'un ensemble de bâtiments détruits dans le cadre d'un programme de rénovation du centre-ville, elle est ouverte au public en novembre 2002 mais pas officiellement jusqu'au 30 mai 2003, avec un concert organisé en honneur de cet ouverture officiel. La place est régulièrement le lieu d'événements publics, tels que des manifestations musicales ou projection de films. 
En raison de la connexion entre Henry Dundas et l'esclavage, le conseil municipal de Toronto a décidé en décembre 2023 de renommer la place. Son nouveau nom, dont la première partie signifie retourner et dont la deuxième partie signifie récupérer et rapporter, est tiré de la langue Twi.

## Bâtiments remarquables et lieux de mémoire
Le Dundas Square est entouré du Toronto Eaton Centre, du 10 Dundas Street East, du 33 Dundas Street East, de l'Université métropolitaine de Toronto, du Ed Mirvish Theatre et du Atrium on Bay. La place publique est facile d'accès notamment par la Dundas Station du métro de Toronto.  
Illuminé le soir et la nuit et rempli de plusieurs écrans publicitaire, le Dundas Square est souvent référé comme étant le Times Square de Toronto.

## Sources
- (en) Cet article est partiellement ou en totalité issu de l’article de Wikipédia en anglais intitulé « Yonge-Dundas Square » (voir la liste des auteurs).

1. 1 2  « La place Yonge-Dundas de Toronto rebaptisée place Sankofa », Radio Canada, 14 décembre 2023 (consulté le 23 août 2024)
2. ↑  « Trois jours de concerts francos au Yonge-Dundas Square », L'Express, Toronto,‎ 12 juillet 2016 (lire en ligne, consulté le 23 août 2024)
3. ↑  Vincent Muller, « Dundas Square, le Times Square de Toronto? », L'Express, Toronto,‎ 29 juillet 2008 (lire en ligne, consulté le 23 août 2024)
4. ↑  (en) « Sankofa Square (formerly Yonge-Dundas Square) », Ville de Toronto (consulté le 22 août 2024)
5. ↑  (en) Dylan Reid, « Book Review: Thinking about Yonge-Dundas Square », Spacing, Toronto,‎ 17 décembre 2013 (lire en ligne, consulté le 22 août 2024)
6. 1 2  (en) « Yonge-Dundas Square », Brown + Storey Architects (consulté le 22 août 2024)
7. ↑  (en) « History », Yonge-Dundas Square (consulté le 23 août 2024)
8. ↑  (en) « Yonge-Dundas Square celebrating 10th anniversary », Brampton Guardian,‎ 3 juillet 2013 (lire en ligne, consulté le 22 août 2024)
9. ↑  Étienne Lajoie, « Que veut dire Sankofa, le nouveau nom du square Yonge-Dundas? », Radio Canada, 15 décembre 2023 (consulté le 22 août 2024)